# Justus Möser
Justus Möser (Osnabruque, 14 de dezembro de 1720 – Osnabruque, 8 de janeiro de 1794) foi um um jurista, historiador e escritor alemão, mais conhecido por sua obra inovadora A história de Osnabruque, que mistura temas sociais e culturais.

## Biografia
Depois de estudar Direito na Universidade de Jena e na Universidade de Göttingen, Möser voltou para Osnabruque como advogado e logo foi designado como Advocatus Patriae (Advogado do Estado). Entre 1762 e 1768 ele foi nomeado Justiciarius (Chefe de justiça) da corte criminal de Osnabruque, e em 1768 se tornou conciliador.
Durante 20 anos foi consultor jurídico de figuras importantes. Dentre seus clientes estão o bispo de Osnabruque, o Princípe dinamarquês Frederick, o Duque de Iorque e Albany, o filho de George III da Inglaterra e a Rainha Charlotte de Mecklenburg-Strelitz.
Möser também foi historiador e escritor. Sua obra A História de Osnabruque, publicada pela primeira vez em 1768, mostra a sua adesão a um desenvolvimento natural e orgânico de Estado no lugar das leis impostas pelos governantes. Suas concepções de economia são consideradas contrastantes com as do seu contemporâneo Adam Smith, tendo ele antecipado algumas ideias da economia de mercado. Em alguns aspectos, Möser pode ser tratado como a contraparte alemã do inglês Edmund Burke.
Em 1749 ele escreveu o drama Arminio ; Vermischte Schriften, publicado em 1798, que combina elementos de compreensão da natureza humana com humor espirituoso.
Suas obras completas foram publicadas em 10 volumes em 1844. Möser influenciou, entre outros, o grande intelectual alemão Goethe que escreveu sobre o autor em sua autobiografia.

## Obras

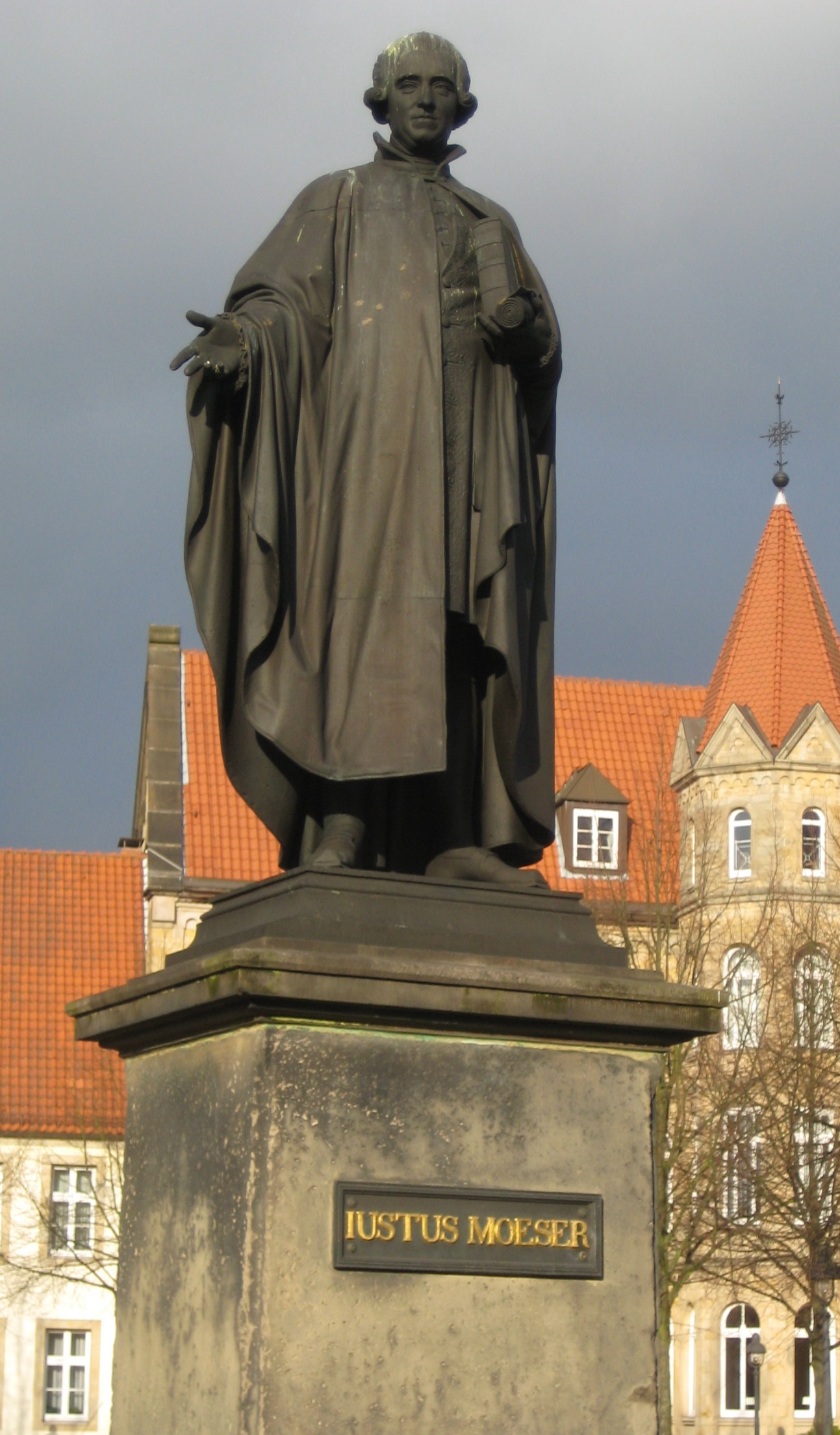
Estátua de Möser feita por Friedrich Drake

- Harlekin oder Vertheidigung des Groteske-Komischen. 1761 (Digitalisat)
- Osnabrückische Geschichte: Allgemeine Einleitung. Schmid, Osnabruque 1768 (Digitalisat)
- Patriotische Phantasien (1.1775–4.1786).
- Die Tugend auf der Schaubühne oder Harlekins Heirath: Ein Nachspiel in Einem Aufzuge. Nicolai, Berlin/Stettin 1798 (Digitalisat).
- Gesellschaft und Staat. Eine Auswahl aus seinen Schriften (= Der deutsche Staatsgedanke. Reihe 1: Führer und Denker. Bd. 3)(Digitalisat).
- Sämtliche Werke. Historisch-kritische Ausgabe in 14 Bänden (in 16 Teilen). Stalling, Oldenburg/Osnabruque 1943–1990, ISBN 3-87898-255-0.
- Briefwechsel (= Veröffentlichungen der Historischen Kommission für Niedersachsen und Bremen. Bd. 21). Hahn, Hannover 1992, ISBN 3-7752-5871-X.